# Ловець карт Сакура
Ловець карт Сакура (яп. カードキャプターさくら, ка:докяпута: сакура, англ. Cardcaptor Sakura) — манґа, яку створила всесвітньовідома група манґак CLAMP, а також аніме-серіал, який створила знаменита анімаційна студія Madhouse.
Манґа видавалася з червня 1996 року у щомісячному журналі для дівчат Nakayoshi (видавництво Kodansha). Усього з листопада 1996 року по березень 2000 року вийшло 12 томів. У кожен з них вкладено карту CLOW. Англійською мовою манґу видавало видавництво «Chix Comix». 2001 вона року посіла перше місце у номінації «Найкраща манґа» на Seiun Award. Видавництво Tokyopop видало також англомовну та двомовну (японська і англійська) версії манґи. Остання, однак, не була ліцензована в англомовних країнах. 
З червня 2016 року у щомісячному журналі для дівчат Nakayoshi виходить продовження манґи під назвою Cardcaptor Sakura — Clear Card, а також відкрито офіційний сайт з нагоди 20-річчя оригінальної манґи.  
У 2018 році продовження отримало однойменну аніме-адаптацію на 22 серії, яка глядачами була сприйнята позитивно, але без захвату. 

## Сюжет

### Сюжет аніме

#### Телевізійний серіал (перший сезон)
Сюжет першого сезону можна умовно поділити на дві частини (арки): 
- Книга Карт Клоу — Kurou Kādo-hen — クロウカード編

Перший і другий сезон серіалу «Картоловка Сакура» розповідає про ученицю середньої школи Томоеда — Сакуру Кіномото, що знайшла в бібліотеці свого батька-археолога таємничу книгу CLOW, призначену для збереження чарівних карт. Відкривши її, вона випустила карти на волю. За допомогою таємничої істоти — хранителя Карт Кербера, що призначив Сакуру «Картоловкою» — ловцем карт, вона повинна зібрати всі зниклі карти, щоб запобігти Кінцю Світу. У цьому їй допомагає крім Кербера найкраща подруга Сакури — Томойо Дайдодзі, що знімає всі пригоди Сакури на відеокамеру. Сакура успішно ловить Карти CLOW, але незабаром у неї з'являється суперник — Сяоран Лі, учень з Гонконгу, що хоче заволодіти Картами і стати великим магом. Через це відносини між Сакурою і Сяораном напружені. Незабаром до ловців карт приєднується кузина і наречена Сяорана — Мейлін Лі, що любить постійно липнути до Сяорана. Тому після цього Сяорану було не до сварок із Сакурою. Сакура ловить наймогутніші CLOW Карти. Нова вчителька школи Томоеда — Кахо Мізукі допомагає Сакурі ловити Карти. Після того як Сакура і Сяоран спіймали всі CLOW Карти з'являється Суддя Юе, що присуджує право на володіння картами Сакурі, що з цього моменту стає Володаркою Карт.
- Книга Карт Сакури — Sakura Kādo-hen — さくらカード編

Третій сезон серіалу розповідає про те як Сакура трансформує всі «Карти Клоу» у «Карти Сакури» і справляється зі складними завданнями, які їй створює новий учень — чарівник Еріол Хііраґізава. Через відсутність значної магічної сили у Сакури вона не може швидко трансформувати усі карти, також Юе, який існує завдяки силі своєї нової повелительки поступово згасає. Однак Тоя допомагає Юе, істинній формі Юкіто, віддавши усю свою магічну силу.

### Фільм перший: «Поїздка до Гонконґу»

Поїздка до Гонконґу

Gekijōban Kādokyaputā Sakura — 劇場版カードキャプターさくら
Перший повнометражний фільм про Сакуру, Ловця Карт розповідає про події після 35 серії серіалу. Сакурі сняться дивні сни про велике приміщення з водою і жінку зі стрічками, яка щось шепоче. Після закінчення семестру Сакура дивним чином виграє приз у лотереї — поїздку у Гонконґ на чотирьох. Разом із Сакурою вирушають Томойо, Тоя, Юкіто і Керо. Прогулюючись пташиним базаром, Сакура зустрічає Сяорана і Мейлін, які запрошують гостей до своєї оселі. Там вони зустрічаються з матір'ю і сестрами Лі, які теж володіють магією. Мати Сяорана намагається розібратись, чому Сакурі сняться дивні сни і з'ясовує, що Сакура має могутню силу передбачати майбутнє в снах. Наступного дня Сакура зустрічає загадкових голубів, пішовши за ними вона потрапляє в будинок, у якому знаходить книгу. Відкривши її Сакура з усіма потрапляє в приміщення, яке бачила у сні; вона бачить жінку, яка ширяє в повітрі і вимагає появи Клоу Ріда. Сакура переконує її, що Клоу помер і що магією Карт володіє тепер Ловець Карт. Жінка не вірить і починає атакувати водою, незабаром з'являється Лі, якому вдається затримати на деякий час атаки чарівниці. Сакурі і Керо вдається знайди і врятувати Томойо, але вони не можуть знайти інших. Сакура вирішує рятуватися втечею. Сяоран, Мейлін, Тоя і Юкіто опинилися в полоні у чарівниці. Керо згадує цю чарівницю, яка в давнину була ворожкою, а Клоу, живучи у Гонконзі, заборонив займатися їй ворожінням на воді. Перед смертю чарівниця вклала свою магію в книгу і продовжувала жити в ній усі ці роки. Сакура знаходить головне джерело магії ворожки — колодязь, за допомогою матері Лі вдається відкрити доступ у коридор між вимірами. Керо і Сакура знаходять магічний світ книги. Сакура намагається знову пояснити, що Клоу немає вже багато років і ворожку охоплює смуток. Сакура розуміє, що вона мала до Клоу не ворожі почуття, а навпаки, кохала його. Як тільки чарівниця усвідомлює, що все, що говорила Сакура — правда, її магія розсіюється.

### Фільм другий: «Спіймана Карта»

Спіймана Карта

Gekijōban Kādokyaputā Sakura Fūin Sareta Kādo — 劇場版カードキャプターさくら 封印されたカード
Другий фільм розповідає про пригоди Сакури після завершення серіалу. Під час підготовки Томоеда до фестивалю гвоздик було збудовано новий парк атракціонів на місці старого будинку, в якому свого часу проживав Клоу і Еріол. Таким чином було звільнено Карту Клоу, що була захована у цьому будинку. У цей час клас Сакури готує до фестивалю шкільний концерт, де Сакура Кіномото має грати принцесу у спектаклі. Томойо запрошує Сяорана і Мейлін до себе в гості, але про це Сакурі не сказала, бо Томойо і Мейлін забажали, щоб Сакура сказала про свої почуття до Сяорана. Одного разу Сакура відчуває дивну силу і побігши до її джерела натикається на Сяорана. Сакура намагається сказати про свої почуття до нього, але їм постійно хтось заважає. Під час прогулянки на атракціонах вони відчули дивну силу, що схожа на магію Карт Клоу, забігши до дзеркальної кімнати вони бачать втілення дивної Карти, яка змогла поглинути декілька Карт Сакури. Сяоран намагається щось зробити, але безрезультатно, Карта здатна поглинати майже усі прояви магії. У той же день Еріол телефоном пояснює, що ця карта Порожнечі була створена Клоу Рідом для поглинення усієї магії карти у разі, якщо вони вийдуть з-під контролю. Саме через дії Карти Порожнечі було пошкоджено міське майно і школа, а Ямазакі, що мав грати принца, впав і зламав руку. Тому Лі запрошують зіграти у спектаклі роль принца. Під час спектаклю знову проявляє себе Карта Порожнечі, сцена руйнується, а Сакурі, Сяоран разом з Керберосом і Юе змушені почати боротьбу з Картою. Але майже всі дії проти Карти виявились безрезультатними, Сакура намагається зрозуміти сенс дій в самої Карти і виявляється, що їй було дуже сумно бути самій, захованій під будинком і крадучи Карти Сакури, вона намагалась повернути своїх друзів. Сакура згадує, що в неї окрім трансформованих Карт є ще власна неназвана карта, що символізує Любов, саме завдяки цій карті Сакурі вдається запечатати Карту Порожнечі і трансформувати її у Карту Надії. Сакура без вагань зізнається Сяорану у коханні.

### Фільм: «Залиште це на Керо-тяна!»
Kero-chan ni omakase! ケロちゃんにおまかせ！
Короткометражний фільм розповідає, про те, як до Керо приїхав у гості Суппі. Керо пригостив гостя такоякі, але останню порцію вони не поділили. Через їхню сварку і бійку такоякі потрапило на вулицю, а Керо з Суппі, шукаючи його, сплутали кульку такоякі з м'ячиком-стрибунцем, який був кинутий і стрибав на вулиці. Саме погоня Керо з Суппі і складає сюжет короткометражної комедії, яка не пов'язана з основним сюжетом серіалу.
3 серії OVA є додатковими історіями про героїв. Їх сюжет — комічний. Перша серія розповідає як Томойо разом з Керо і Сакурою знімають перший опенінґ до серіалу.
Друга серія розповідає про те як було викрито Керо, який крадькома цупив лимонні кекси, що випекла Сакура з Еріолом. Третя серія оповідає про намагання героїв визначити чому у Ямазакі інколи відкриті очі і чи правдива його історія про сині поштові скриньки.

## Персонажі

Персонажі манґи

Сакура Кіномото (яп. 木之本 桜) — учениця школи Томоеда, добре навчається, не любить точних дисциплін, любить фізкультуру, оскільки Сакура дуже спортивна дівчинка і є капітаном команди підтримки. Вона також товариська, гарно ладнає з однокласниками, відповідально виконує свої обов'язки. Сакура дуже довірлива і не завжди кмітлива, через вплив свого старшого брата Тої дуже боїться привидів. Сакура має магічну силу — бачити майбутнє у сновидіннях. Її життя кардинально міняється після того як вона знайшла магічну книги і знайомства зі охоронцем книги Кербером, що іменує Сакуру «Картоловкою» і зобов'язує її спіймати і запечатати усі Карти Клоу. Саме через карти Сакура знайомиться із Лі Сяоланом і Лі Мейлін, що стають її суперниками за право володіти Картами, але й одночасно допомагають Сакурі запечатувати Карти. Сакурі дуже подобається Юкіто, друг Тої. Попри нелюбов до математики, Сакурі подобається викладач цього предмету Кахо Мідзукі, що згодом допоможе Сакурі стати Володаркою Карт в Останньому Випробовуванні. Після того Сакура змушена трансформувати Карти Клоу у Карти Сакури. У цьому їй допоміг її новий однокласник Еріол. Сакура зрозуміла, що до Юкіто вона відноситься як до родича, а по-справжньому вона кохає Сяорана Лі.
Сейю: Сакура Танґе (яп. 丹下 桜)
Томойо Дайдодзі (яп. 大道寺 知世) — учениця школи Томоеда, добре навчається, співає в шкільному хорі, добре малює і шиє костюми. Її хобі — шити для Сакури бойові костюми і знімати пригоди Сакури на відеокамеру. Томойо знає про магію Сакури, назвала Кербеса — Керо. Томойо — дуже добра і спокійна, але іноді імпульсивна, досить кмітлива. Вважає, що щастя — це знання того, що найдорожчій людині, добре. Найдорожчою людиною для Томойо є Сакура. 
Сейю: Джюнко Івао (яп. 岩男 潤子)
Керо (яп. ケロちゃん) — магічний звір, що охороняє магічну книгу Клоу. Кербер, заснувши на 30 років на своєму посту, втратив свої сили. А прокинувся лише після того як усі Карти розлетілися. Керо призначив Сакуру Кіномото Картоловкою і зобов'язав повернути всі карти, що розлетілись. Керо виглядає як маленьке жовте плюшеве ведмежа з крильцями, він дуже веселий і енергійний, любить поїсти, поспати і пограти у відеоігри. Керо в гарних відносинах із Сакурою і Томойо, конфліктує із Сяораном і Мейлін, побоюється Тої, підозрює Кахо Мідзукі. Керо завжди допомагає Сакурі ловити Карти своїми порадами. Після того як Сакура спіймала Карти Вогню і Землі до Керо повертаються його колишні сили. Його символ — Сонце. Після Останнього Випробовування допомагає Сакурі трансформувати карти. Знав про те, що Юе міг загинути через недолік сил, але не сказав про це Сакурі, щоб та не хвилювалася, оскільки завжди відносився до Сакури як до друга. 
Сейю: Ая Хісакава (яп. 久川 綾)

## Карти

Зворотна сторона Карти Клоу

Карти Клоу (яп. クロウ カード куро: ка: до) — чарівні карти, що використовуються у манзі і аніме Cardcaptor Sakura. Всього існує 53 (54) карти, у манзі фігурують 19 карт. Карти Клоу були створені могутнім магом Клоу Рідом. Після його смерті ці карти запечатали в Книзі Клоу. Карти представляють комбінацію східної і західної магії, що зосередженого на поняттях природних сил і елементів. Кожна Карта Клоу має свою власне уособлення, які виконують власні повноваження, які здебільшого зосереджуються навколо стихійної сили, або виконують специфічне завдання. Карти можуть приймати альтернативні форми. Іменуються залежно від призначення, наприклад The Storm, це означає, що дана карта може викликати шторм. На Картах Клоу написано зверху назва японською (китайською), а знизу англійською, а карті також зображено специфічні знаки, сонце або місяць, що символізують їх хранителів — Кербероса і Юе. Коли володаркою Карт Клоу стала Сакура Кіномото, вона трансформувала їх і відтоді вони стали називатися Картами Сакури, самі карти дещо змінили дизайн, хоча їх суть залишилась незмінною.
Більшість карт спіймала Сакура, але такі карти як The Cloud, The Dash, The Dream, The Freeze, The Return, The Sand, The Storm і The Time спіймав Лі, причому карту The Cloud він подарував Сакурі, а The Sand йому подарувала сама Сакура. Карту The Maze спіймала Кахо Мідзукі, але потім віддала Сакурі. Після Останнього випробовування усі карти належать лише Сакурі.

## Аніме
Телесеріал «Card Captor Sakura» вперше показали в Японії на каналі NHK у 1998–2000 роках. Всього нараховується 70 серій серіалу: 1-ий сезон — 1-35 серії (7.04.1998-29.12.1999); 2-ий сезон — 36-46 серії (6.04.1999-22.06.1999); 3-ій сезон — 47-70 серії (7.09.1999-21.03.2000). Було створено також два повнометражних фільми (прем'єра першого відбулась 21 серпня 1999 року, а другого — 15 липня 2000 року), один короткометражний фільм (бонус на DVD другого фільму), 3 OVA-серії і 5 спеціальних програм. Два перших етапи показу поєднуються в один сезон (із загальним сюжетом), останній етап — третій сезон (з іншим сюжетом — продовженням першого). У кінці кожної серії першого сезону перед анонсом наступної серії відбувався показ кількахвилинного випуску «Шоу Кербера». Фільми і OVA — додаткові історії про головних героїв. Відео було випущено компанією Pioneer на VHS і DVD.
Режисером серіалу і фільмів виступив Моріо Асака, який працював над такими відомими екранізаціями робіт CLAMP, як «Chobits», «CLAMP in Wonderland» та «Ｘ». Головним сценаристом серіалу виступила автор манґи — Нанасе Окава, а дизайнером Карт Клоу і Карт Сакури — Мокона Апапа, яка малювала манґу.
Другий сезон серіалу виграв Перший Приз на Animage у 1999 році. Другий повнометражний фільм посів перше місце на анімаційному фестивалі в Кобе у 2000 році.
Серіал був показаний на телебаченні та ліцензований на відео в більш як 30-ти країнах.

### В Україні
В Україні транслювався російською мовою і озвучений українськими акторами телекомпанією «Новий канал» у 2002 році: 1-ий показ тривав з 2 липня по 1 листопада 2002 року, 2-ий показ тривав 29 квітня по 7 серпня 2003 року. Ролі озвучували — Володимир Терещук (всі чоловічі ролі) та Олена Бліннікова (всі жіночі ролі).

## Список серій аніме

### Перший сезон
| №  | Назва серії (укр. та яп.)                                        | Спіймана карта       | Використана Карта                          | Дата показу |
| -- | ---------------------------------------------------------------- | -------------------- | ------------------------------------------ | ----------- |
| 1  | Сакура і таємнича магічна книга さくらと不思議な魔法の本         | The Windy; The Fly   | The Windy; The Fly                         | 07.04.1998  |
| 2  | Чудова подруга Сакури さくらのすてきなお友達                     | The Shadow           | The Fly; The Windy                         | 14.04.1998  |
| 3  | Перше побачення Сакури さくらのドキドキ初デート                  | The Watery           | The Fly; The Windy                         | 21.04.1998  |
| 4  | Стомлююча неділя Сакури さくらのくたくた日曜日                   | The Rain; The Wood   | The Watery                                 | 28.04.1998  |
| 5  | Сакура, Панда і гарна крамниця さくらとパンダとかわいいお店      | The Jump             | The Wood; The Fly                          | 05.05.1998  |
| 6  | Сакура і спогади про маму さくらとおかあさんの思い出             | The Illusion         | The Fly                                    | 12.05.1998  |
| 7  | Битва з музейним злодієм さくらの怪盗初挑戦!?                    | The Silent           | The Shadow                                 | 19.05.1998  |
| 8  | Суперник Сакури さくらのライバル、登場!                          | The Thunder          | The Shadow; The Fly; The Jump              | 26.05.1998  |
| 9  | Сакура і чарівна брошка さくらとふしぎなブローチ                 | The Sword            | The Illusion; The Jump                     | 02.06.1998  |
| 10 | Сакура і квітковий дощ на Дні спорту さくらと花の運動会          | The Flower           | The Fly; The Flower                        | 16.06.1998  |
| 11 | Сакура, Томойо і великий будинок さくらと知世と大きなお家        | The Shield           | The Sword                                  | 23.06.1998  |
| 12 | Нескінчений день Сакури さくらの終わらない一日                   | The Time             | The Fly; The Shield                        | 30.06.1998  |
| 13 | Сакура і випробовування сили さくらとゾウの力くらべ              | The Power            | The Time; The Windy; The Jump              | 07.07.1998  |
| 14 | Сакура, Тоя і Попелюшка さくらと桃矢とシンデレラ                 | The Mist             | The Shadow                                 | 14.07.1998  |
| 15 | Сакура і сварка з Керо さくらとケロの大げんか                    | The Storm; The Float | The Fly; The Wood                          | 21.07.1998  |
| 16 | Сакура і Веселка спогадів さくらと思い出の虹                     | —                    | The Rain                                   | 04.07.1998  |
| 17 | Сакура і випробовування на хоробрість さくらのこわーいきもだめし | The Erase            | The Float                                  | 11.08.1998  |
| 18 | Сакура, Юкіто і літній фестиваль さくらと雪兎と夏祭り            | The Glow             | —                                          | 18.08.1998  |
| 19 | Сакура і домашнє завдання на літо さくらと夏休みの宿題           | The Move             | —                                          | 01.09.1998  |
| 20 | Сакура проти нової учениці さくらとたたかう転校生                | The Fight            | The Power                                  | 08.09.1998  |
| 21 | Сакура і довгий забіг さくらのながーいマラソン大会               | The Loop             | The Sword                                  | 15.09.1998  |
| 22 | Сакура і її добрий тато さくらとやさしいお父さん                 | The Sleep            | The Windy; The Jump                        | 22.09.1998  |
| 23 | Сакура, Томойо і чудова пісня さくらと知世とすてきな歌           | The Song             | The Song                                   | 29.09.1998  |
| 24 | Маленька пригода Сакури さくらの小さな大冒険                     | The Little           | The Little                                 | 06.10.1998  |
| 25 | Дві Сакури さくらともう一人のさくら                              | The Mirror           | The Fly; The Watery; The Windy             | 13.10.1998  |
| 26 | Сакура і нова вчителька さくらとすてきな先生                     | The Maze             | The Sword; The Fly                         | 20.10.1998  |
| 27 | Сакура і храм спогадів さくらと思い出の神社                      | The Return           | The Jump; The Time                         | 27.10.1998  |
| 28 | Сакура і дивні карти さくらとおまじないカード                    | The Shot             | The Fly; The Mirror; The Shield            | 03.11.1998  |
| 29 | Сакура і солодощі さくらのあまーいクッキング                     | The Sweet            | —                                          | 10.11.1998  |
| 30 | Сакура і поранена карта さくらとケガをしたカード                 | The Dash             | The Fly; The Windy                         | 17.11.1998  |
| 31 | Сакура і книга без назви さくらと名前のない本                    | The Big; The Create  | The Big; The Fly                           | 24.11.1998  |
| 32 | Сакура, Керо і Сяоран さくらとケロと小狼と                       | The Change           | The Change                                 | 01.12.1998  |
| 33 | Сакура на ковзанці さくらのさむーいアイススケート                | The Freeze           | The Jump                                   | 15.12.1998  |
| 34 | Сакура, Юкіто і денний місяць さくらと雪兎と昼の月               | —                    | —                                          | 22.12.1998  |
| 35 | Чудове Різдво Сакури さくらのすてきなクリスマス                  | The Firey            | The Time; The Sleep; The Windy; The Watery | 29.12.1998  |

| №  | Назва серії (укр. та яп.)                                     | Спіймана Карта      | Використана Карта                                            | Дата показу |
| -- | ------------------------------------------------------------- | ------------------- | ------------------------------------------------------------ | ----------- |
| 36 | Сакура і сніжний початок навчання さくらのすてきなクリスマス  | The Snow            | The Firey, The Fly, The Float                                | 08.01.1999  |
| 37 | Сакура і загублений голос Томойо さくらと消えた知世の声       | The Voice           | The Song                                                     | 15.01.1999  |
| 38 | Сакура збирає полуницю さくらの楽しいいちご狩り               | The Lock            | —                                                            | 22.01.1999  |
| 39 | Сакура захворіла さくらのふらふら熱曜日                       | The Cloud           | The Mirror; The Fly                                          | 05.02.1999  |
| 40 | Сакура і Сакура із сновидінь さくらと夢の中のさくら           | The Dream           | The Time                                                     | 12.02.1999  |
| 41 | Сакура, Сяоран і море піску さくらと小狼と砂の海              | The Sand            | The Watery, The Freeze, The Fly                              | 19.02.1999  |
| 42 | Сакура і темрява на фестивалі мистецтв さくらのまっくら学芸会 | The Light, The Dark | —                                                            | 05.02.1999  |
| 43 | Сакура прощається з Мейлін さくらのさよなら苺鈴               | The Twin            | The Thunder, The Jump, The Windy                             | 12.03.1999  |
| 44 | Сакура, Керо і загадкова вчителька さくらとケロと不思議な先生 | —                   | —                                                            | 19.03.1999  |
| 45 | Сакура і остання Карта さくらと最後のクロウカード             | The Earthy          | The Sleep, The Wood, The jump, The Fly, The Watery, The Time | 26.03.1999  |
| 46 | Сакура і Останнє Випробовування さくらと最後の審判            | —                   | The Jump; The Fly, The Wood, The Windy                       | 02.04.1999  |

| №  | Назва серії (укр. та яп.)                                        | Трансформована Карта                                                                                     | Використана Карта                                   | Дата показу |
| -- | ---------------------------------------------------------------- | --- | --------------------------------------------------- | ----------- |
| 47 | Сакура і загадковий учень さくらと不思議な転校生                 | — | —                                                   | 07.09.1999  |
| 48 | Сакура і пробудження Зоряного ключа さくらとめざめた星の鍵       | The Firey                                                                                                | The Firey                                           | 14.09.1999  |
| 49 | Сакура і небезпечний рояль さくらとキケンなピアノ                | The Song                                                                                                 | The Song                                            | 21.09.1999  |
| 50 | Сакура, Сяоран і невидимі нитки さくらと小狼とみえない糸         | The Sword                                                                                                | The Sword                                           | 28.09.1999  |
| 51 | Сакура і величезний іграшковий ведмедик さくらと大きなぬいぐるみ | The Jump; The Fly                                                                                        | The Jump; The Sword; The Fly                        | 05.10.1999  |
| 52 | Сакура і вівці                                                   | The Erase; The Power さくらのひつじ注意報?!                                                              | The Erase; The Power; The Fly                       | 12.10.1999  |
| 53 | Сакура і скажений велосипед さくらとパニック自転車               | The Sweet; The Lock; The Libra; The Song; The Voice; The Change; The Wave; The Dash; The Windy; The Loop | The Windy; The Jump; The Loop; The Dash             | 19.10.1999  |
| 54 | Сакура і календар спогадів さくらと思い出のカレンダー            | The Flower                                                                                               | The Flower                                          | 26.10.1999  |
| 55 | Сакура і Сакура із Країни Чудес さくらと不思議の国のさくら       | The Big; The Little                                                                                      | The Big; The Little; The Fly                        | 02.11.1999  |
| 56 | Сакура, Керо і День солодощів さくらとケロのお菓子な出会い??     | The Sleep                                                                                                | The Sleep                                           | 09.11.1999  |
| 57 | Сакура, Сяоран і ліфт さくらと小狼とエレベーター                 | The Float                                                                                                | The Float                                           | 16.11.1999  |
| 58 | Сакура і подвійна проблема さくらと二人の大ピンチ                | The Bubble; The Shield                                                                                   | The Bubble; The Shield                              | 30.11.1999  |
| 59 | Сакура, Томойо і пастка さくらと知世とボールの罠                 | The Shadow                                                                                               | The Shadow                                          | 07.12.1999  |
| 60 | Сакура і справжня дружба さくらと大切なお友達                    | The Freeze                                                                                               | The Freeze                                          | 14.12.1999  |
| 61 | Сакура, Карти і подарунки さくらとカードとプレゼント             | The Mirror; The Mist;                                                                                    | The Fly; The Mirror; The Jump; The Mist             | 21.12.1999  |
| 62 | Сакура і загадкове пророцтво さくらと不思議なおみくじ            | The Dream                                                                                                | The Dream                                           | 04.01.2000  |
| 63 | Сакура, басейн і велика хвиля さくらとプールと大きな波           | The Watery                                                                                               | The Watery                                          | 11.01.2000  |
| 64 | Сакура і урок катання на лижах さくらと吹雪のスキー教室          | The Time                                                                                                 | The Time and Firey                                  | 18.01.2000  |
| 65 | Сакура, Юкіто і зникаюча сила さくらと雪兎と消えゆく力           | — | The Windy                                           | 15.02.2000  |
| 66 | Сакура і її найдорожча людина さくらの一番好きな人               | The Maze; The Illusion                                                                                   | The Maze; The Illusion                              | 22.02.2000  |
| 67 | Саура, Сяоран і храм Цукіміні さくらと小狼と月峰神社             | The Wood; The Thunder; The Glow                                                                          | The Wood; The Thunder; The Glow                     | 29.02.2000  |
| 68 | Сакура, минуле і Клоу Рід さくらと過去とクロウ・リード           | The Snow; The Return                                                                                     | The Snow; The Return                                | 07.03.2000  |
| 69 | Сакура зустрічає Клоу Ріда さくらと現れたクロウ・リード          | The Cloud; The Shot; The Rain; The Fight; The Storm; The Silent; The Dark; The Light                     | The Shield; The Jump; The Windy; The Fly; The Light | 14.03.2000  |
| 70 | Сакура і її щирі почуття さくらと本当の想い                      | Неназвана карта (пізніше «The Hope»)                                                                     | —                                                   | 21.03.2000  |

## Відмінності між манґою і аніме
Є деякі відмінності між аніме і манґою. На початку манґи Сакура Кіномото вже є Ловцем Карт і вже має кілька карт. В аніме більше карт, ніж у манзі. У манзі Сакура ловить Карти за інших обставин, ніж показані в аніме. В аніме присутні персонажі, що не з'являються в манзі: Лі Мейлін, Макі Мацумото, Вей Вонґ та ін. За манґою вчитель Йосіюкі Терада заручений зі своєю ученицею Рікою Сасакі, а Кахо Мідзукі — кохана Еріола Хііраґідзави. Карта «Кохання» у манзі не з'являється, вона є лише у аніме.

## Музика

Обкладинка до альбому Character Song Book.

Опенінґи:
- 1. «Catch You Catch Me» — Ґумі (серії 1-35)
- 2. «Tobira wo Akete» — Анза (серії 36-46)
- 3. «Platinum» — Маая Сакамото (серії 47-70)

Ендінґи:
- 1. «Groovy!» — Комі Хіросе (серії 1-35)
- 2. «Honey» — Тіхіро (серії 36-46)
- 3. «Fruits Candy» — Меґумі Кодзіма (серії 47-70)

- «Tooi kono machi de» — Наомі Кайтані (перший фільм)
- «Ashita e no Melody» — Чяка (другий фільм)
- «Okashi no Uta» — Ая Хісакава та Юмі Тома (короткометражний фільм)

Композиторами для написання музики до серіалу і фільмів стали Йоко Канно, Сейсіро Кусуносе та Неґісі Такаюкі. Було випущено чотири O.S.T. альбоми до серіалу, 2 O.S.T. альбоми до фільмів та кілька альбомів і синґлів з піснями, які виконують сейю, що озвучили персонажів серіалу.
- 1998 : Cardcaptor Sakura O.S.T. 1
- 1998 : Cardcaptor Sakura O.S.T. 2
- 1999 : Cardcaptor Sakura O.S.T. 3
- 2000 : Cardcaptor Sakura O.S.T. 4
- 1999 : Cardcaptor Sakura — The Movie O.S.T.
- 2000 : Cardcaptor Sakura — The Sealed Card O.S.T.
- 1999 : Cardcaptor Sakura — Character Song Book
- 1999 : Cardcaptor Sakura — Christmas Concert
- 2001 : Cardcaptor Sakura — Song Collection 2

## Відеоігри
На хвилі популярності аніме було випущено ряд відеоігор для Game Boy, PlayStation, WonderSwan, Dreamcast, Game Boy Advance та PlayStation 2. Усі ігри випущені лише в Японії, і не були ліцензовані за її межами. Ігри були створені такими компаніями як: MTO, Arika, Bandai, Sega, TDK та NHK.
WonderSwan

Обкладинка до гри «Cardcaptor Sakura: Sakura-Chan to Asobo!»

- Cardcaptor Sakura: Sakura to Fushigi na Clow Cards (02/12/1999).

Playstation
- Anime Check Story Game 1 : Card Captor Sakura (05/08/1999).
- Card Captor Sakura: Clow Card Magic (2000).
- Card Captor Sakura: Clow Card Magic Deluxe (27/01/2000).
- Tetris with Card Captor Sakura: Eternal Heart (10/08/2000).

Game Boy
- Card Captor Sakura: Itsumo Sakura-chan to Issho ! (15/05/1999).
- Card Captor Sakura: Tomoeda Shougakkou Daiundoukai (06/10/2000).

DreamCast
- Card Captor Sakura: Tomoyo no Video DaiSakusen (28/12/2000).

Game Boy Advance
- Card Captor Sakura (12/12/2003).
- Card Captor Sakura 2 (23/04/2004).
- Cardcaptor Sakura: Tomoeda Shougakkou Daiundoukai
- Cardcaptor Sakura: Sakura Card de Mini-Game
- Cardcaptor Sakura: Sakura Card-hen Sakura Card to Tomodachi

Playstation 2
- Card Captor Sakura EyeToy (02/12/2004).
- Anime Chick Story 1: Cardcaptor Sakura
- Cardcaptor Sakura: Clow Card Magic
- Tetris with Cardcaptor Sakura: Eternal Heart
- Cardcaptor Sakura: Sakura-Chan to Asobo!

## Артбуки
ArtsBooks Clamp Illustration
- Artbook 2 : Card Captor Sakura Illustration (28 липня 1998).
- Artbook 7 : Card Captor Sakura Illustration 2 (26 квітня 2000).
- Artbook 8 : Card Captor Sakura Illustration 3 (26 грудня 2000).
- Artbook 12 : Card Captor Sakura Memorial Book (27 лютого 2001).

ArtsBooks Anime Illustration Cheerio
- Artbook 4 : Card Captor Sakura Illustrations Collection Cheerio ! (12 квітня 1999).
- Artbook 9 : Card Captor Sakura Illustrations Collection Cheerio ! 2 (21 квітня 2000).
- Artbook 10 : Card Captor Sakura Illustrations Collection Cheerio ! 3 (31 серпня 2000).

Anime Complete Book
- Artbook 5 : Card Captor Sakura Complete Book (Clow Card Hen) (30 липня 1999).
- Artbook 11 : Card Captor Sakura Complete Book 2 (Sakura Card Hen) (29 червня 2000).
- Artbook 13 : Movie Card Captor Sakura Complete Book (29 жовтня 1999).
- Card Captor Sakura Complete Book (Fuuin Sareta Card) (27 жовтня 2000).

## Книги
У 2000 році видавництвом Kodansha було видано Clow Card Fortune Book, написана CLAMP. У ній детально описано як користуватися картами, на кшталт карт Таро та карт для ворожіння. Книга була випущена лише в Японії і не була ліцензована за її межами.

## Новаторство і оригінальність
«Сакура -ловець карт» хоч і ґрунтується на багатьох канонах жанру махо-сьодзьо, але разом з тим суті є новаторським твором. У CCS відсутні такий елемент як хенсін (перетворення), є лише перетворення магічного жезлу та перевдягання у різні бойові костюми. Магічний жезл не виступає як зброя, якою перемагають ворогів, а лише активатор цілого арсеналу різних сил і стихій, які доводиться використовувати в конкретній тій чи інші ситуації, проявляючи при цьому кмітливість. Також відсутній сентай, тобто відсутня група дівчат-чарівниць, а фігурує лише одна героїня, однак разом з нею діють й інші персонажі, які наділені чи не наділені магічною силою. Також відсутнє так зване «Всесвітнє зло», проти якого доводиться боротися головним героям, усі пригоди і боротьба викликані лише для усунення допущених проблем і лише за крайньої необхідності.

## Підтексти
У CCS присутній есхатологічний підтекст, тобто посилання на християнське уявлення про Кінець світу. В «Апокаліпсисі» Месія після Другого Пришестя ламає 7 печатей. У CCS з новим «месією» можна ототожнити Сакуру, що стає другою володаркою Карт, а зламану 7-му печать порівняти зі зламаною печаткою книги «Клоу». Керо завжди нагадує Сакурі про можливість страшної катастрофи (кінця світу?). Карта Вогню, переможена картами Води і Вітру, нагадує янгола, що впав з небес. Найяскравішим елементом Апокаліпсису в CCS є, звичайно ж, Останнє Випробовування і архангел-суддя Юе, що — не що інше як Судний День, який вершить Останній Суддя — архангел Гавриїл, символом якого був Місяць. Сакура ж свою месіанську роль виконала.
Використовується і давньогрецька міфологія: праобразом хранителя книги «Клоу», Кербероса, став персонаж грецьких міфів, сторож входу в похмуре царство Аїду — триголовий пес Кербер. Щоправда, у CCS було використано дещо інший, менш страшний образ стража.
Також основним моментом історії є карти, праобразом яких стали карти Таро і карти для ворожіння.

## Популярність
Манґа і аніме CCS здобули неабияку популярність. На хвилі популярності створюються безліч додзінсі, фігурок персонажів, проводяться косплеї, створюються аматорські відеоігри і сайти. CCS не втрачає позицій і нині, через більш як десятиліття після виходу першого тому манґи і випуску першої серії серіалу.